# 頼豪

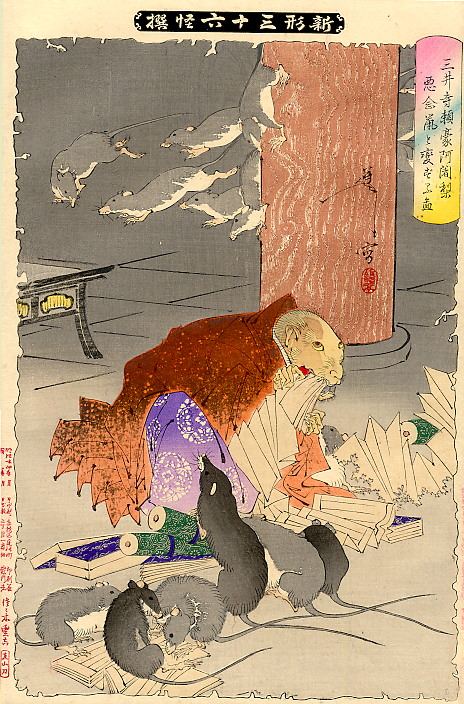
鉄鼠伝説を絵画にしたもの。月岡芳年「新形三十六怪撰・三井寺頼豪阿闍利悪念鼠と変ずる図」（1891）

頼豪（らいごう、長保4年（1002年） - 応徳元年（1084年））は、平安時代中期の天台宗の僧。父は伊賀守藤原有家。

## 経歴
園城寺（三井寺）の心誉に師事し、円行から法を受け、実相院に住した。
修法の効験で知られ、承保元年（1074年）に白河天皇の皇子誕生を祈願し敦文親王が誕生したことから、園城寺の戒壇創設を天皇に請うたが、園城寺と対立していた延暦寺の反対により実現しなかった。その後怨念を抱いて断食して命を絶った。

## 伝説
頼豪は死後、怨霊となってネズミ・鉄鼠となって延暦寺の経典を食い破ったという。この話は『平家物語』『太平記』に載せられた伝説である。
敦文親王は4歳で頼豪の祟りによって薨去したとされる。ただし実際は、親王は頼豪より前の承保4年（1077年）に薨去している。
園城寺には頼豪が化けたネズミ・鉄鼠を祀る十八明神社（ねずみの宮）があり、日吉大社にはその鉄鼠を封じ込めたものであるという鼠社がある。

## 創作
- 山東京伝の読本『昔話稲妻表紙』(1806) には「頼豪院」として登場する。
- 曲亭馬琴の読本『頼豪阿闍梨恠鼠伝』(1808) に登場し、実際は同時代人ではないが木曽義高に鼠の妖術を伝授する。